# Tribrometanol
Tribrometanol CBr3.CH2.OH, är en kemisk substans med egenskaper liknande kloroform, tidigare använd som bedövningsmedel under varunamnet Avertin.
Avertin gavs som lavemang före operation och bedövningen varade ungefär en timme.